# Tokyo Verdy
Tokyo Verdy (東京ヴェルディ Tōkyō Verudi?) este un club de fotbal din Tokyo, Japonia, care în prezent evoluează în J. League Division 2. 

## Jucători importanți
- Givanildo Vieira de Souza
- Edmundo Alves de Souza Neto
- Bismarck Barreto Faria
- Washington Stecanela Cerqueira
- Ramon Menezes
- Alexandre Lopes
- Argel Fucks
- Osmar Donizete Cândido
- Gilberto Ribeiro Gonçalves
- Antônio Benedito da Silva
- Euller
- Moacir Rodrigues Santos
- Daniel da Silva
- Carlos Alberto Dias
- Patrick Mboma
- Edwin Ifeanyi
- Hennie Meijer

## Antrenori
| Antrenor             | Țara          | Perioada      |
| -------------------- | ------------- | ------------- |
| Yasutaro Matsuki     | Japonia       | 1993-94       |
| Nelsinho Baptista    | Brazilia      | 1995-96       |
| Yasuyuki Kishino     | Japonia       | 1996          |
| Émerson Leão         | Brazilia      | 1996          |
| Hisashi Kato         | Japonia       | 1997          |
| Valdir Espinosa      | Brazilia      | 1997          |
| Ryoichi Kawakatsu    | Japonia       | 1997          |
| Nicanor              | Brazilia      | 1998          |
| Ryoichi Kawakatsu    | Japonia       | 1998          |
| Hideki Matsunaga     | Japonia       | 1999          |
| Chang Woe-Ryong      | Coreea de Sud | 2000          |
| Yasutaro Matsuki     | Japonia       | 2001          |
| Yukitaka Omi         | Japonia       | 2001-02       |
| Lori Sandri          | Brazilia      | 2002-03       |
| Leandro Machado      | Brazilia      | 2003          |
| Osvaldo Ardiles      | Argentina     | 2003-05       |
| Nobuhiro Ishizaki    | Japonia       | 2005          |
| Vadão                | Brazilia      | 2005          |
| Ruy Ramos            | Japonia       | 2006-07       |
| Tetsuji Hashiratani  | Japonia       | 2008          |
| Takuya Takagi        | Japonia       | 2009          |
| Takeo Matsuda        | Japonia       | 2009          |
| Ryoichi Kawakatsu    | Japonia       | 2010-2012     |
| Shinichiro Takahashi | Japonia       | 2012          |
| Yasutoshi Miura      | Japonia       | 2013-Sep 2014 |
| Koichi Togashi       | Japonia       | Sep 2014-     |

## Palmares

### Național
- JSL Division 1 (← 1993) și J. League Division 1:

Campioană (7): 1983, 1984, 1986–87, 1990–91, 1991–92, 1993, 1994
Vicecampioană (4): 1979, 1981, 1989–90, 1995
- JSL Division 2:

Câștigătoare (2): 1974, 1977
- JSL Cup / J. League Cup:

Câștigătoare (6): 1979, 1985, 1991, 1992, 1993, 1994
Finalistă (1): 1996
- Emperor's Cup:

Câștigătoare (5): 1984, 1986, 1987, 1996, 2004
Finalistă  (3): 1981, 1991, 1992
- Xerox Super Cup:

Câștigătoare (4): 1984, 1994, 1995, 2005
Finalistă  (1): 1997
- Konica Cup:

Câștigătoare (1): 1990

### Asia
- Liga Campionilor Asiei:

Câștigătoare (1): 1987

### Global
- Sanwa Bank Cup:

Câștigătoare (1): 1994
Finalistă (1): 1995